# 노매드랜드
"노매드랜드"(영어: Nomadland)는 2020년 공개된 미국의 드라마 영화이다. 클로이 자오 감독의 작품으로, 제시카 브루더가 대침체의 여파로 떠돌이 생활을 하게 된 미국 노동자들을 취재한 동명의 논픽션을 바탕으로 극화하였다. 프랜시스 맥도먼드와 데이비드 스트러세언이 출연한다.
2020년 베네치아 영화제 황금사자상, 제93회 아카데미상 작품상 수상작이다.
이 영화로 클로이 자오는 2021년 아카데미 시상식에서 감독상을 수상했으며, 프랜시스 맥도먼드는 여우주연상을 수상함으로 총 3번의 오스카 여우주연상 트로피를 들어올린 여배우가 되었다.

## 줄거리
2011년 펀은 네바다 주 엠파이어에 있는 미국 석고 공장이 문을 닫은 후 직장을 잃는다. 그녀는 최근에 사망한 남편과 함께 몇 년 동안 그곳에서 일했다. 펀은 대부분의 소지품을 팔고 밴을 구입하여 살면서 일자리를 찾아 전국을 여행한다. 그녀는 겨울 내내 아마존 주문 처리 센터에서 계절별로 일을 한다.
친구이자 동료인 린다는 펀을 밥 웰스가 조직한 애리조나의 사막 랑데뷰에 초대하여 동료 유목민을 위한 지원 시스템과 커뮤니티를 제공한다. 펀은 처음에는 거절했지만 날씨가 추워지면서 마음이 바뀌고 그 지역에서 일자리를 찾기 위해 고군분투한다. 그곳에서 펀은 동료 유목민들을 만나 도로에서 기본적인 생존과 자급자족 기술을 배운다.
펀의 밴이 타이어를 터뜨리자 그녀는 인근 유목민인 스왱키의 밴을 방문하여 여분을 사기 위해 마을까지 태워달라고 요청한다. 스왱키는 준비되지 않은 펀을 쫓고 도로 생존 기술을 배우도록 초대한다. 그들은 친구가 된다. 스왱키는 펀에게 자신의 암 진단과 단축된 기대 수명, 그리고 병원에서 허비하는 것보다 길에서 좋은 추억을 만들 계획에 대해 이야기한다. 그들은 결국 헤어진다.
펀은 사우스다코타 배들랜즈 국립공원의 시다패스캠프그라운드(Cedar Pass Campgrounds)에서 캠프 호스트로 일한다. 또한 그곳에서 일하고 있는 데이브는 사막 공동체에서 만났고 함께 춤을 춘 또 다른 유목민이다. 그가 게실염에 걸렸을 때 펀은 그가 응급 수술을 받은 병원을 방문한다. 그들은 사우스다코타의 월 드러그(Wall Drug)에서 식당 일을 한다. 어느 날 밤 데이브의 아들이 그를 찾으러 식당을 찾아와 아내가 임신했다고 말하고 손자를 만나자고 한다. 그는 주저하지만 펀은 그에게 가라고 권한다. 데이브는 그녀가 그와 함께 가자고 제안했지만 그녀는 거절한다.
펀은 사탕무 가공 공장에서 새 일자리를 얻었지만 밴이 고장 나서 수리할 여유가 없다. 돈을 빌릴 수 없는 그녀는 캘리포니아에 있는 여동생의 가족을 방문한다. 펀의 여동생은 밴을 수리하기 위해 그녀에게 돈을 빌려준다. 그녀는 펀이 왜 그들의 삶에 없었는지, 펀이 남편이 죽은 후에도 제국에 머물렀던 이유에 대해 질문하지만 펀에게 자신이 그렇게 독립심이 있어 용감하다고 말한다. 펀은 나중에 데이브와 그의 아들의 가족을 방문하여 데이브가 그들과 오래 머물기로 결정했다는 사실을 알게된다. 그는 그녀에 대한 감정을 인정하고 게스트 하우스에서 영구적으로 그와 함께 머물도록 그녀를 초대하지만 그녀는 불과 며칠 만에 바다로 향하기로 결정한다.
펀은 계절에 따라 아마존 작업으로 돌아가고 나중에 애리조나 만남을 다시 방문한다. 그곳에서 그녀는 스왱키가 죽었다는 사실을 알게 되고 그녀와 다른 유목민들은 모닥불에 돌을 던져 그녀의 삶에 경의를 표한다. 펀은 밥에게 고인이 된 남편과의 사랑스러운 관계에 대해 털어놓고 밥은 아들의 자살 이야기를 들려준다. 밥은 구성원들이 항상 "길을 따라" 다시 만나기로 약속하기 때문에 유목민 커뮤니티에서 작별 인사가 최종적이지 않다는 견해를 지지한다.
펀은 창고에 보관해 왔던 소지품을 처리하기 위해 거의 버려진 엠파이어 마을로 돌아간다. 그녀는 길로 돌아가기 전에 공장과 남편과 함께 살던 집을 방문한다.

## 출연
- 프랜시스 맥도먼드 - 펀 역
- 데이비드 스트러세언 - 데이비드 역
- 린다 메이 - 린다 메이 역
- 샬린 스왱키 - 스왱키 역
- 밥 웰스 - 밥 웰스 역
- 데릭 엔드레스 - 데릭 역
- 피터 스피어스 - 피터 역